# Bloor Street
A Bloor Street é uma rua arterial leste-oeste que corre ao longo da cidade de Toronto, Ontário, Canadá. A Bloor Street é em sua maior parte uma via pública comercial. A rua corre desde Mississauga até o Prince Edward Viaduct, onde continua com o nome de Danforth Avenue, esta continuando até a Kingston Road. A Bloor Street é cortada duas vezes pela Dundas Street. A Bloor Street, entre o Prince Edward Viaduct e o segundo cruzamento com a Dundas Street, também é conhecida como Highway 5. A Bloor Street foi assim nomeada em homenagem ao comerciante Joseph Bloor, que fundou Yorkville e criou os primeiros trechos da via, em 1830.
A Bloor Street é considerada por muitos atualmente como a principal rua leste-oeste da cidade. A oeste do segundo cruzamento com a Dundas Street, a Highway 5 continua ao longo da última, com a Bloor Street continuando como uma rua arterial de menor importância até o centro de Mississauga.
A maior parte da linha Bloor-Danforth do metrô de Toronto corre ao longo da Bloor Street e da Danforth Avenue. A Bloor Street é uma das ruas mais movimentadas de Toronto, sendo que congestionamentos são muito comuns, especialmente durante a hora do rush, e com frequentes acidentes ocorrendo em cruzamentos com ruas arteriais norte-sul. Tanto a Bloor Street quanto a Danforth Avenue são primariamente comerciais, embora a Bloor Street apresente um maior número de estabelecimentos comerciais de grande porte, além de maior tráfego de veículos. A secção da Bloor Street entre a Avenue Road e a Yonge Street, centralizada na Bay Street, abrigando a sede de numerosas grandes empresas canadenses. Este trecho forma o centro da Yorkville, um bairro de classe alta da cidade, onde diversas das lojas de grife mais caras do Canadá estão localizadas, sendo considerado pela Fortune Magazine como a terceira mais cara da América do Norte.